# Syrphophagus mamitus
Syrphophagus mamitus är en stekelart som först beskrevs av Walker 1837.  Syrphophagus mamitus ingår i släktet Syrphophagus och familjen sköldlussteklar. Arten är reproducerande i Sverige. Inga underarter finns listade i Catalogue of Life.